# パンガラン運河

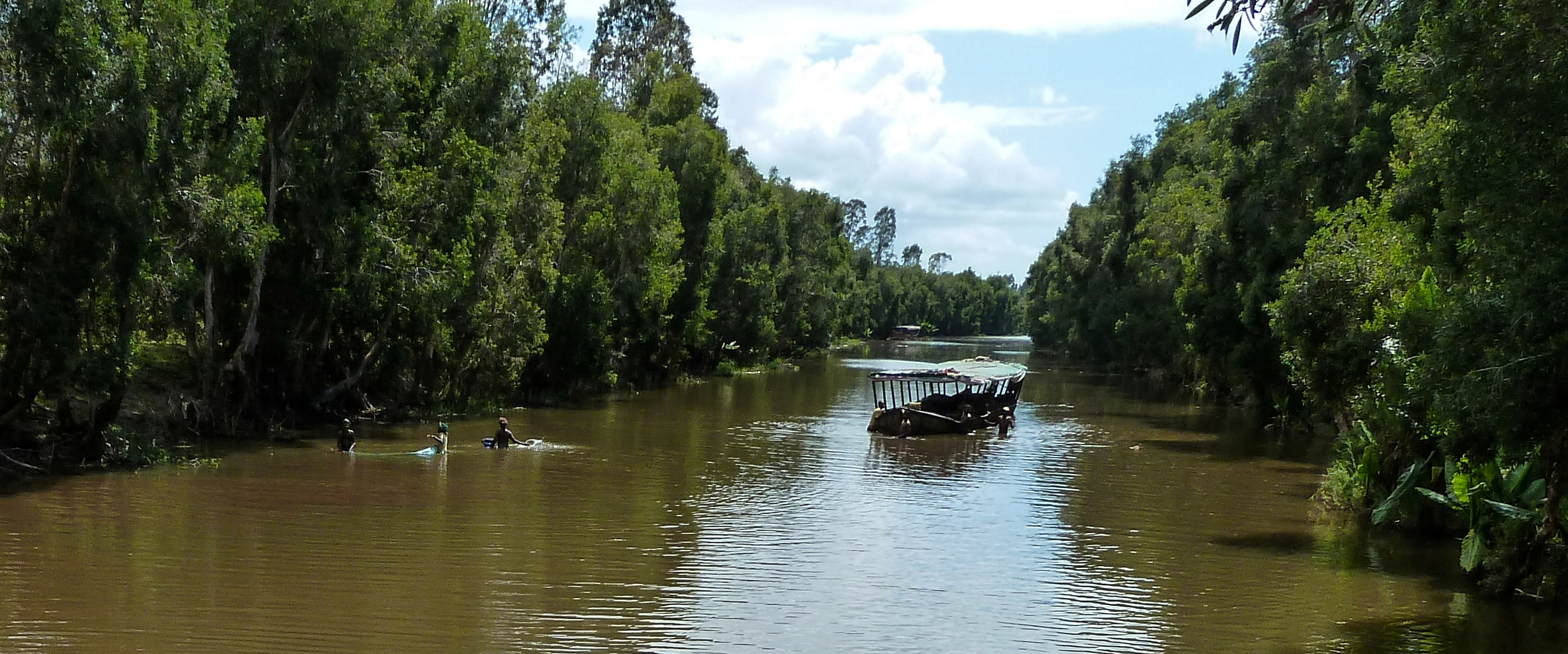

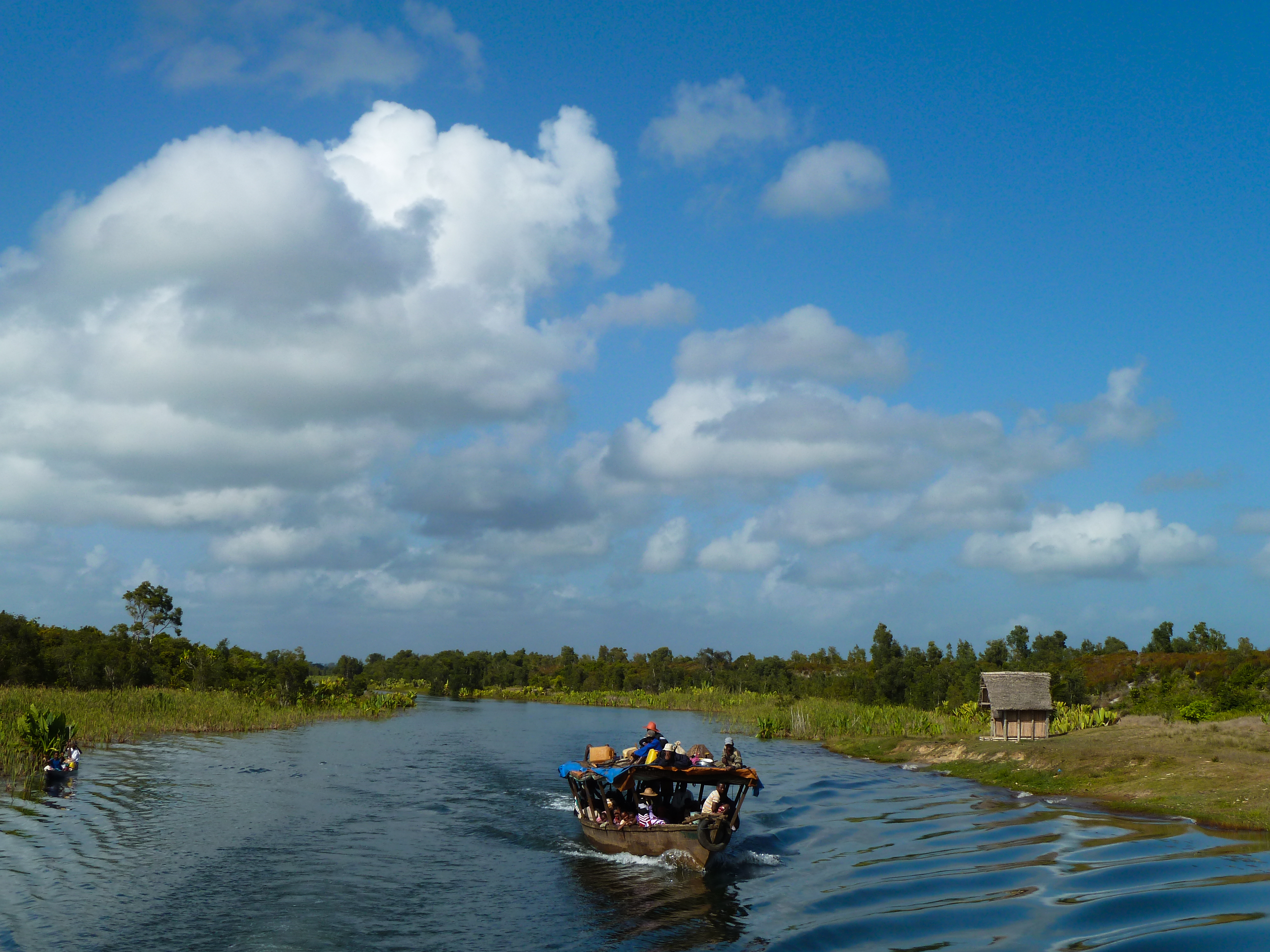

パンガラン運河（パンガランうんが、マダガスカル語:Lakandranon' ny Pangalana、仏: canal des Pangalanes）は、マダガスカルの運河。パンガラヌ運河とも呼ばれる。マダガスカル東部海岸を、北のトアマシナから南のファラハンガナまでの700kmを海岸に並行して走る。
マダガスカル東岸に延々と続く潟湖を利用し、それに手を加えた人工の運河で、50トンまでの艀も通行できる。波の荒い外洋に出ず小さな船でも安全に航行できるため、特に道路の未整備な時代には重要な交通路となっていた。1979年には沈泥の堆積により使用できなくなったものの、1985年に大規模な浚渫工事が行われ、再び使用が可能になった。現在でも、特に並行道路のないトアマシナからマナカラ間においてフェリーや貨物の輸送が行われている。
現在ではトアマシナなどからリバークルーズが行われるようになり、観光客も訪れるようになった。